# Sostegno del Battiferro
Il sostegno del Battiferro è un sostegno fluviale di Bologna, costruito nel 1439 e tuttora esistente, lungo il tratto urbano del canale Navile. Venne terminato dal Vignola nel 1548.

## Edificio

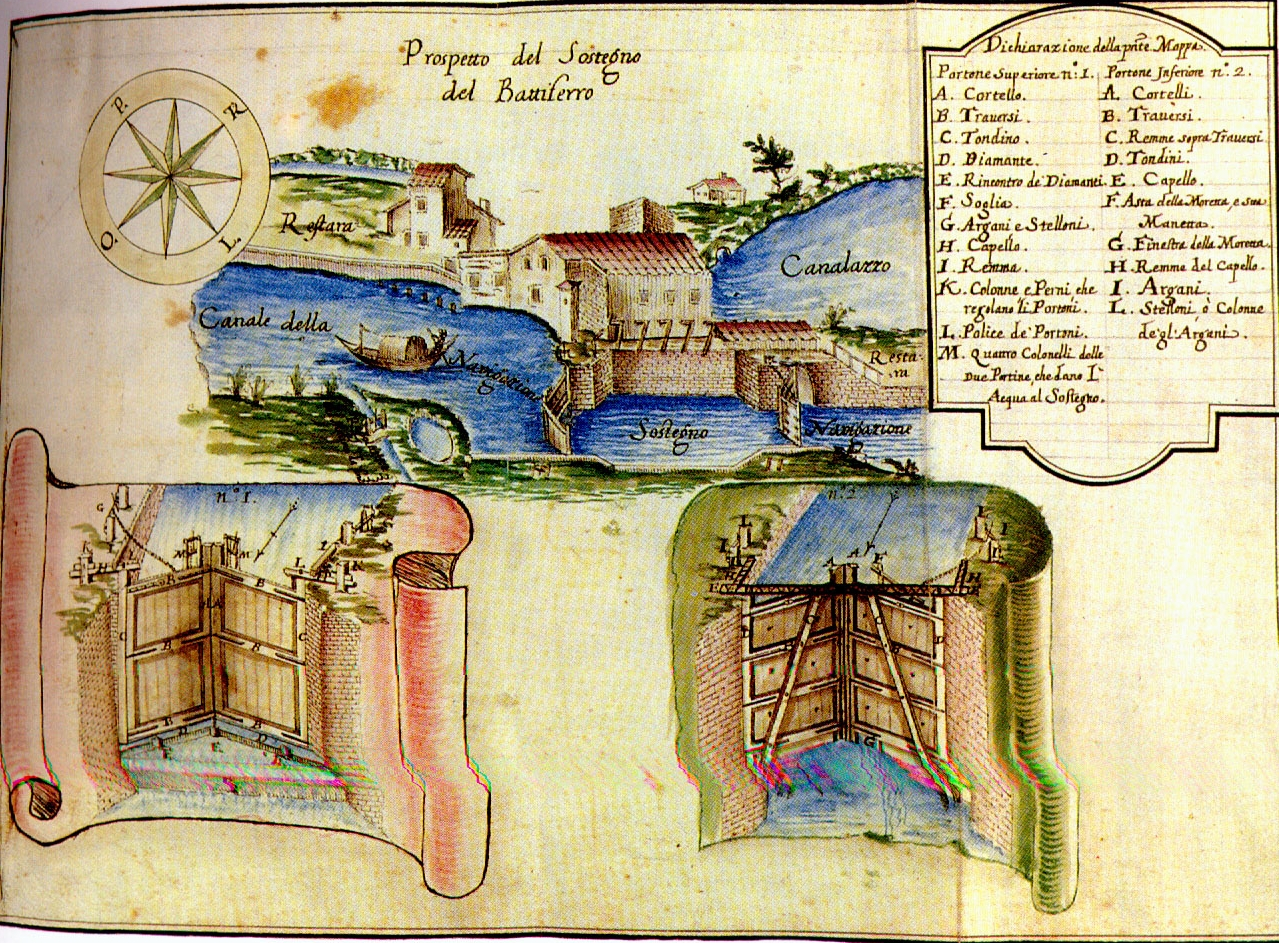
Prospetto del sostegno del Battiferro, Biblioteca comunale di Bologna, XVI secolo.

Al centro e a sinistra dell'edificio si trovano le paratoie utilizzate per regolare il livello dell'acqua. Alla sua destra, invece, è collocata la conca a due portoni utilizzata per consentire alle imbarcazioni di superare il dislivello. Il sistema di paratoie è noto come Sostegno del Battiferro, dove sostegno è un sinonimo di chiusa.
Il nome dell'edificio indica la presenza di un'officina per la lavorazione del ferro e di altri metalli; i pesanti magli erano messi in movimento dalla corrente del canale.
Il Battiferro si trova nel punto di biforcazione tra il Canalazzo e il canale Fossette. La casa di manovra ha subito una radicale ristrutturazione nel 1914; in una nicchia della facciata rivolta a sud presenta una lapide in arenaria, incorniciata a rilievo, che rievoca i lavori realizzati nel Navile nel 1548 per volere del papa Paolo III. La conca di navigazione conserva tuttora uno dei due portoni che erano utilizzati per regolare il livello delle acque.
Dal 2012 l'isola del Battiferro accoglie eventi culturali.

## Dintorni

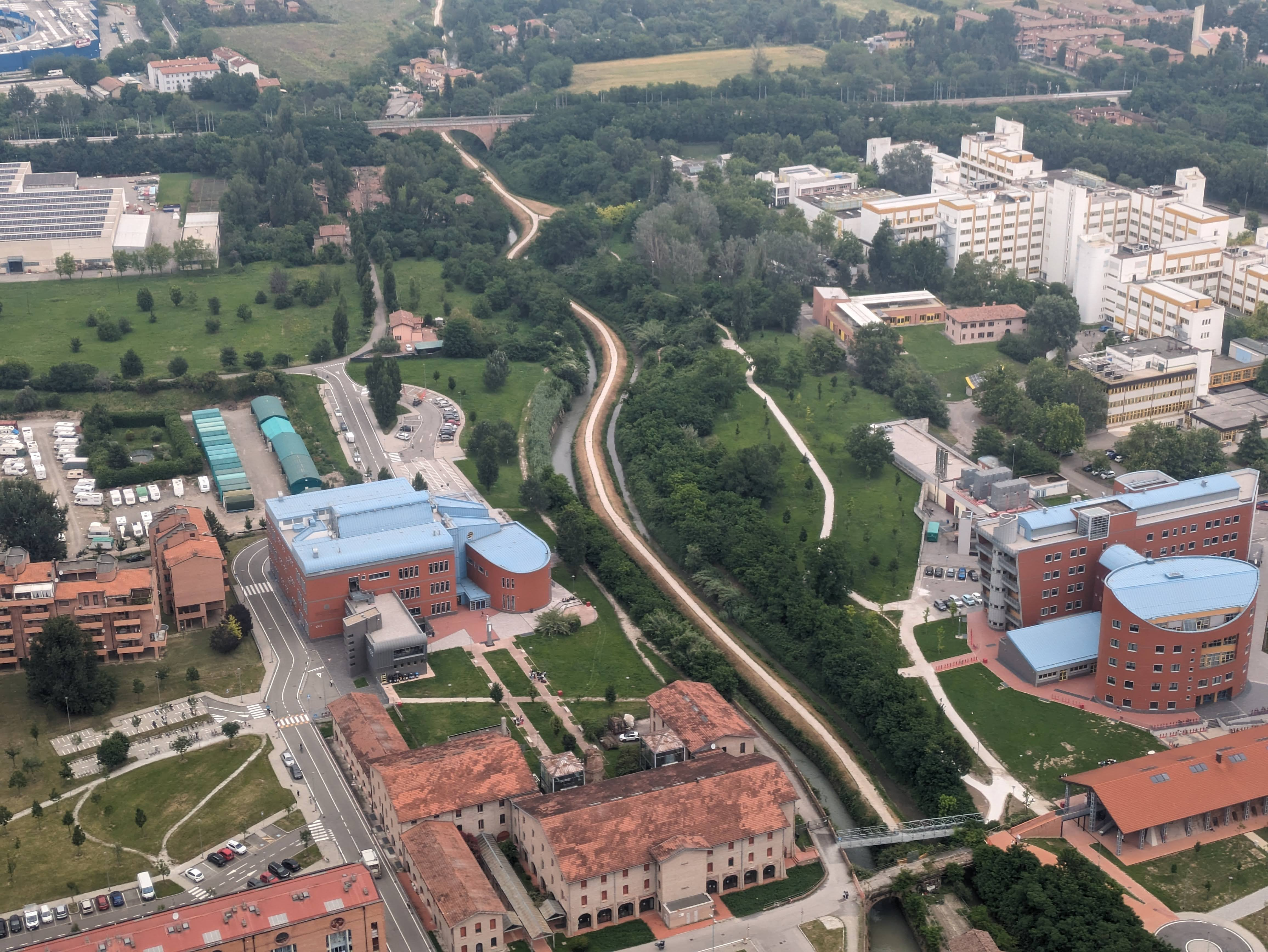
La zona del Battiferro vista dall'alto. In primo piano il Museo del patrimonio industriale; sulla destra il complesso del CNR e gli edifici del polo scientifico-universitario.

La zona circostante ebbe una forte caratterizzazione industriale tra i secoli XIX e XX; infatti, accanto sono presenti una ex centrale idroelettrica, costruita negli anni 1898-1901; la ex fornace Galotti, oggi sede del Museo del patrimonio industriale di Bologna; e i resti di una pila da riso, antica cartiera dei conti Bardi di Firenze.
Nei pressi sorgeva inoltre un oratorio settecentesco.

## Nella cultura
Ad ottobre 1862 il pittore bolognese Luigi Bertelli ottenne un lusinghiero successo all'Esposizione della Società promotrice delle belle arti di Firenze con il paesaggio Veduta del Battiferro sopra il canale Navile in vicinanza di Bologna sul terminare dell'inverno.